# Trittsicherheit

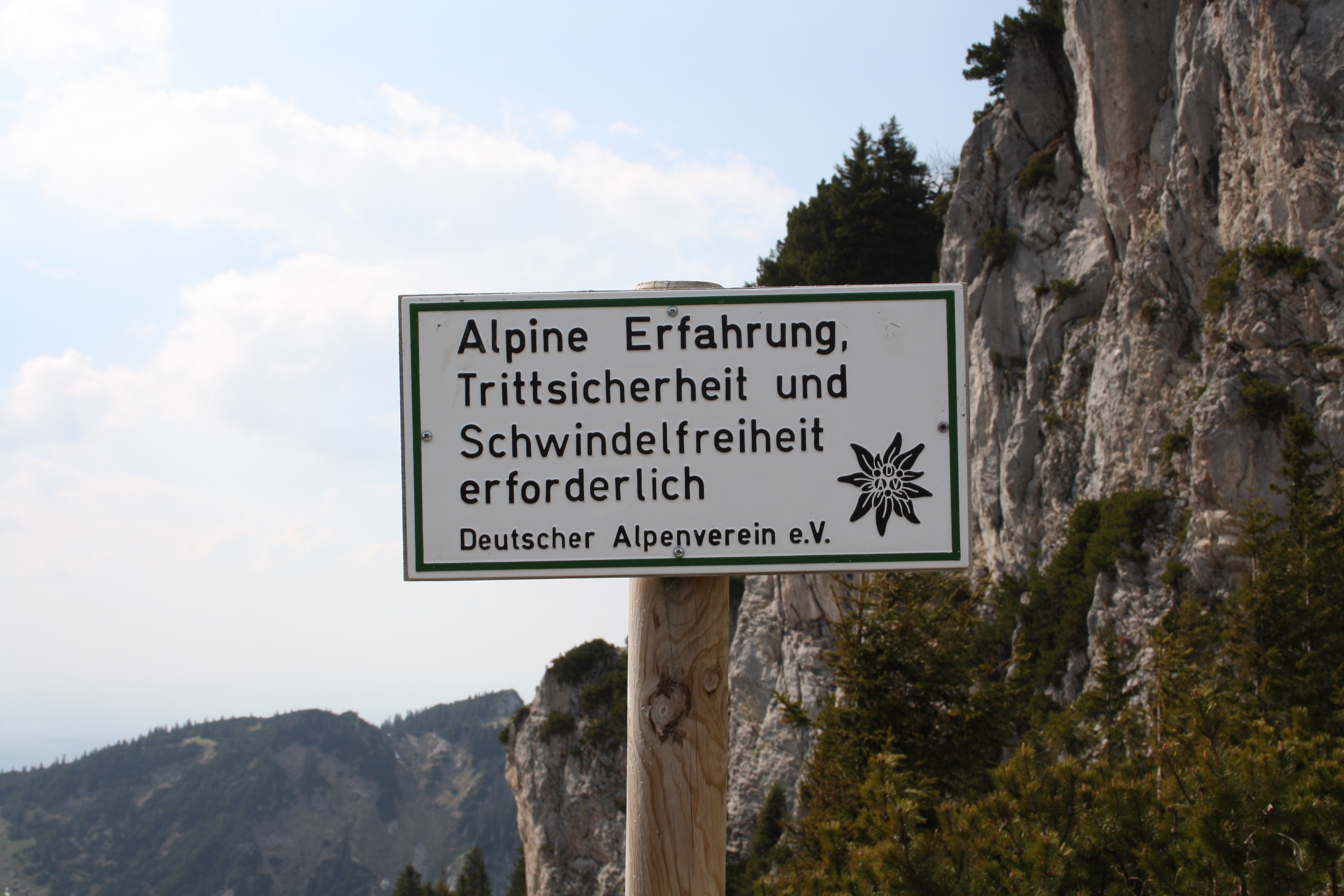
Hinweisschild an einem Wanderweg

Trittsicherheit ist die Fähigkeit, sich beim Wandern und Bergsteigen in unwegsamem Gelände sicher zu bewegen. Hierzu müssen die koordinativen Anforderungen erfüllt sein, zudem sind Kraftreserven und ausreichende Wahrnehmung des Geländes erforderlich.

## Erforderliche Fähigkeiten
Da es keine einheitliche Definition von Trittsicherheit gibt, folgt an dieser Stelle eine Auflistung von Eigenschaften, die im Regelfall als Grundlage der Trittsicherheit gelten sollten:
- Erfüllen der koordinativen Anforderungen, um sich auf unebenem Untergrund wie gewollt fortzubewegen, ohne das Gleichgewicht zu verlieren. Dazu gehört auch, dass man einen kleinen Rutscher im nächsten Schritt ausgleichen kann, ohne dass es zu schwerwiegenden Folgen kommt.
- Richtige Einschätzung des Untergrunds, sowohl der nutzbaren Tritte als auch deren Griffigkeit. Zudem sollte dies auf allen erforderlichen Arten des Untergrunds (Geröll, Fels, Schrofen, Erde, Firn etc.) und auch bei Nässe gegeben sein.
- Fähigkeit, die Stellen des Wegs zu erkennen, an denen besonders sorgfältiges Gehen aufgrund der Gefahr eines folgenreicheren Sturzes erforderlich ist.
- Richtige Einschätzung der eigenen Koordinations- und Leistungsfähigkeit auch bei Ermüdung und entsprechende Anpassung des Gehtempos. Erfahrungsgemäß lässt die Trittsicherheit am Nachmittag infolge körperlicher und geistiger Ermüdung nach.

## Abgrenzung

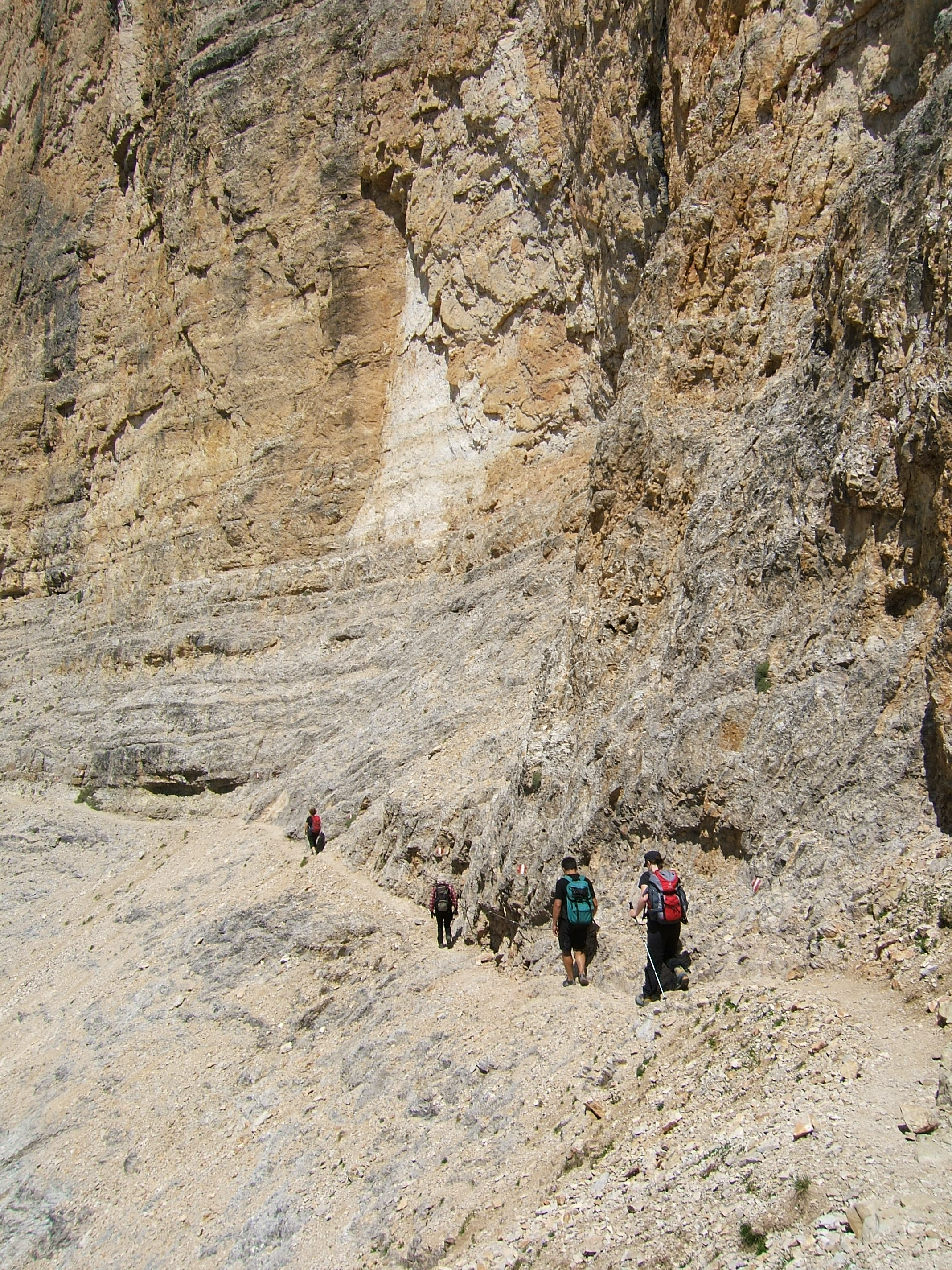
Die Querung der Westflanke des Heiligkreuzkofels erfordert an einigen Stellen Trittsicherheit

Trittsicherheit bezieht sich nur auf Gelände, in dem noch keine Kletterfähigkeiten erforderlich sind. Personen mit  Klettererfahrung müssen nicht automatisch trittsicher sein.
Trittsicherheit umfasst auch nicht die häufig auf Bergwegen zusammen mit der Trittsicherheit genannte Schwindelfreiheit. Letztere bedeutet, sich an ausgesetzten Passagen ohne Angstgefühle fortbewegen zu können. Dennoch werden beide Anforderungen häufig gemeinsam genannt, da Stürze an ausgesetzten Passagen aufgrund mangelnder Trittsicherheit meist folgenreicher sind.

## Trainierbarkeit
Trittsicherheit ist trainierbar, wenn auch nur in gewissen Grenzen. Am besten trainiert man diese auf unwegsamem Gelände, das nicht ausgesetzt ist. In der Anfangsphase können Stöcke dabei behilflich sein.
Zu beachten ist dabei, dass Stöcke eigentlich der Entlastung der Gelenke dienen und nicht als Ausgleich für mangelnde Trittsicherheit verwendet werden sollten. Zudem sollte man sich nicht zu sehr an das Gehen mit Stöcken gewöhnen, da dies der Trittsicherheit beim Gehen ohne Stöcke (das beispielsweise an gesicherten Felspassagen notwendig ist) erfahrungsgemäß abträglich ist. Es ist zu empfehlen, hin und wieder auf die Nutzung der Stöcke zu verzichten.

## Trittsicherheit von Tieren
Vor allem für Pferde wird Trittsicherheit als Eigenschaft bestimmter Rassen verwendet, gelegentlich auch bei Hunden oder Ziegen. Die Bedeutung ist analog zu der beim Bergwandern und Bergsteigen.